# Fantasma (pel·lícula)
Fantasma (títol original: Phantasm) és una pel·lícula de terror estatunidenca dirigida per Don Coscarelli, estrenada el 1979. Ha estat doblada al català.

## Argument
Tocat per una gran pena, un jove descobreix fenòmens i éssers tan terrorifics com fantàstics, que freqüenten els locals d'una empresa de pompes fúnebres.
Entre altres :
- un gegant que pot portar sol un fèretre ;
- alguns nans de més de 100 kg ;
- algunes boles d'acer que recorren els passadissos volant a tota velocitat i que perforen el crani de « visitants inoportuns »…[2]

## Repartiment
- Angus Scrimm: The Tall Man
- A. Michael Baldwin: Michael 'Mike' Pearson
- Bill Thornbury: Jody Pearson
- Reggie Bannister: Reggie
- Kathy Lester: Lady in Lavender
- Terrie Kalbus: Fortuneteller's Granddaughter
- Kenneth V. Jones: Caretaker
- Susan Harper: Girlfriend
- Lynn Eastman: Sally
- David Arntzen: Toby
- Ralph Richmond: Bartender
- Bill Cone: Tommy
- Laura Mann: Double Lavender
- Mary Ellen Shaw: Fortuneteller
- Myrtle Scotton: Boja

## Rebuda
La pel·lícula va tenir un cert èxit comercial, recaptant aproximadament 11988000 dòlars al box-office a Amèrica del Nord per un pressupost de 300000 dòlars.
Ha rebut una rebuda de la crítica més aviat favorable, recollint 64% de crítiques positives, amb una nota mitjana de 6,3/10 i sobre la base de 36 crítics, a Rotten Tomatoes.

## Premis
Phantasm es va endur el Premi especial del jurat al Festival internacional de cinema fantàstic d'Avoriaz 1979 i va ser nominada al Premi Saturn a la millor pel·lícula de terror el 1980.